# Linguamón – Casa de les Llengües

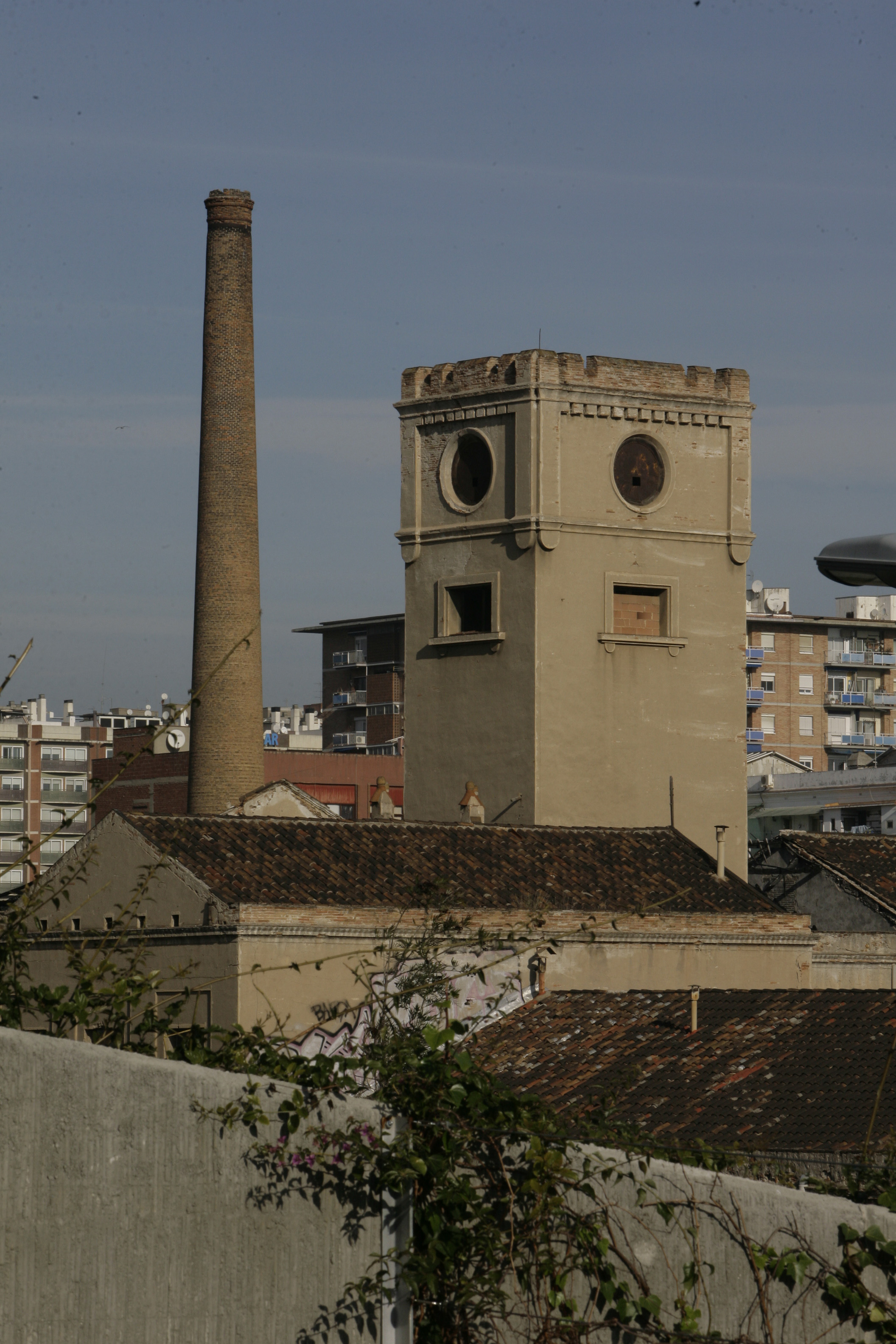
Can Ricart, que havia de ser la seu de Linguamón al 22@.

Linguamón – Casa de les Llengües fou un consorci format el 2005 per la Generalitat de Catalunya, el Centre UNESCO de Catalunya i la Fundació Fòrum Universal de les Cultures (Ajuntament de Barcelona), que tenia encomanada la tasca d'acostar el món de les llengües als ciutadans, fer viure la riquesa lingüística de manera positiva a la societat, crear consciència per a la sostenibilitat de la diversitat lingüística i difondre les grans possibilitats que ofereixen les llengües i les seves comunitats.

## Història
El 2005 la Generalitat de Catalunya, el Centre UNESCO de Catalunya i la Fundació Fòrum Universal de les Cultures van crear un consorci per gestionar la Casa de les Llengües. La creació de la Casa de les Llengües fou encarregada pel Govern català al filòleg mallorquí Antoni Mir Fullana.
El desembre de 2011 l'Ajuntament va haver de dissoldre el consorci després que la Generalitat s'hagués retirat del projecte.
El 2013 es preveia que la seu definitiva de Linguamón – Casa de les Llengües s'ubiqués a Can Ricart (districte de Sant Martí), que fou una de les primeres fàbriques d'estampació mecànica de teixits de cotó de Catalunya i un referent històric de la industrialització a Barcelona.

## Tasques[4]
D'altra banda, per mitjà de serveis especialitzats, a Linguamón - Casa de les llengües s'hi duien a terme iniciatives al voltant de les llengües per contribuir a la millora del desenvolupament social i econòmic de la societat. Es treballava sota la premissa que els models de gestió del multilingüisme han d'incidir positivament en la cohesió social, la competitivitat i l'economia de Catalunya, així com en el desenvolupament social i laboral de la ciutadania. Es volia contribuir a fer de Catalunya un referent internacional en la gestió del multilingüisme de les societats i les noves tecnologies.
Les accions concretes en què treballava aquest organisme s'estructuraren en tres gran línies d'actuació:
- Multilingüisme i societat: promoció del coneixement de llengües i de l'actitud de respecte de la diversitat lingüística del món entre els ciutadans i les ciutadanes.
- Multilingüisme i serveis especialitzats: creació de serveis, actuacions i recursos que s'adreçaven a especialistes, organismes i empreses, per a la gestió del multilingüisme.
- Multilingüisme i relacions internacionals: creació i promoció de xarxes de treball i col·laboració amb altres organitzacions d'arreu del món dedicades a la difusió de la diversitat lingüística, les llengües i la gestió del multilingüisme.